# Oeschinensee
Oeschinensee är en sjö i Schweiz. Den ligger i den centrala delen av landet, 50 km söder om huvudstaden Bern i Berner Oberland. Oeschinensee ligger 1 569 meter över havet. Arean är 1,1 kvadratkilometer. Den sträcker sig 0,9 kilometer i nord-sydlig riktning, och 1,7 kilometer i öst-västlig riktning.
Trakten runt Oeschinensee består i huvudsak av gräsmarker, bergstundra, barrskog och klippor. Runt Oeschinensee är det ganska glesbefolkat, med 25 invånare per kvadratkilometer.